# 八戸信長
八戸 信長（はちのへ のぶなが）は、室町時代中期の武士。八戸氏（根城南部氏）14代当主。

## 略歴
八戸政経の嫡男。上洛に際して8代将軍・足利義政に出仕、但馬守を拝任した。
京都御所で横笛を吹奏するという栄に浴するなど、上洛中の状況を国元の七戸氏あてに通報した書状が『八戸（遠野）南部家文書』に所伝されている。ただし、この書状は永禄7年(1564年)のものであるという説もあり、その場合同名の別人ということになる。